# Краснянка (Вінницький район)
Красня́нка — село в Україні, у Вінницький районі Вінницької області. Входить до складу Тиврівської селищної громади.

## Історія
12 червня 2020 року, відповідно до Розпорядження Кабінету Міністрів України від  № 707-р «Про визначення адміністративних центрів та затвердження територій територіальних громад Вінницької області», увійшло до складу Тиврівської селищної територіальної громади.
19 липня 2020 року, в результаті адміністративно-територіальної реформи та ліквідації Тиврівського району, село увійшло до складу Вінницького району.

## Населення
Населення становить 276 осіб.

## Транспорт
На окраїні села знаходиться зупинковий пункт Краснівка на електрифікованій залізниці напрямку Жмеринка-Вапнярка-Одеса. Там зупиняються приміські електропоїзди сполученням Вапнярка-Жмеринка і регіональний поїзд сполученням Київ-Рахни.